# Flagellazione di Cristo (Caravaggio)
La Flagellazione di Cristo è un dipinto a olio su tela (286×213 cm) di Caravaggio, realizzato tra il 1607 ed il 1608 e conservato nel Museo nazionale di Capodimonte di Napoli.
È considerata una delle opere più significative della maturità del pittore lombardo.

## Storia
Il dipinto fu commissionato da Tommaso de' Franchis (o de Franco) per la cappella di famiglia che gli fu donata da Ferdinando Gonzaga, nel cortile della chiesa di San Domenico Maggiore a Napoli.

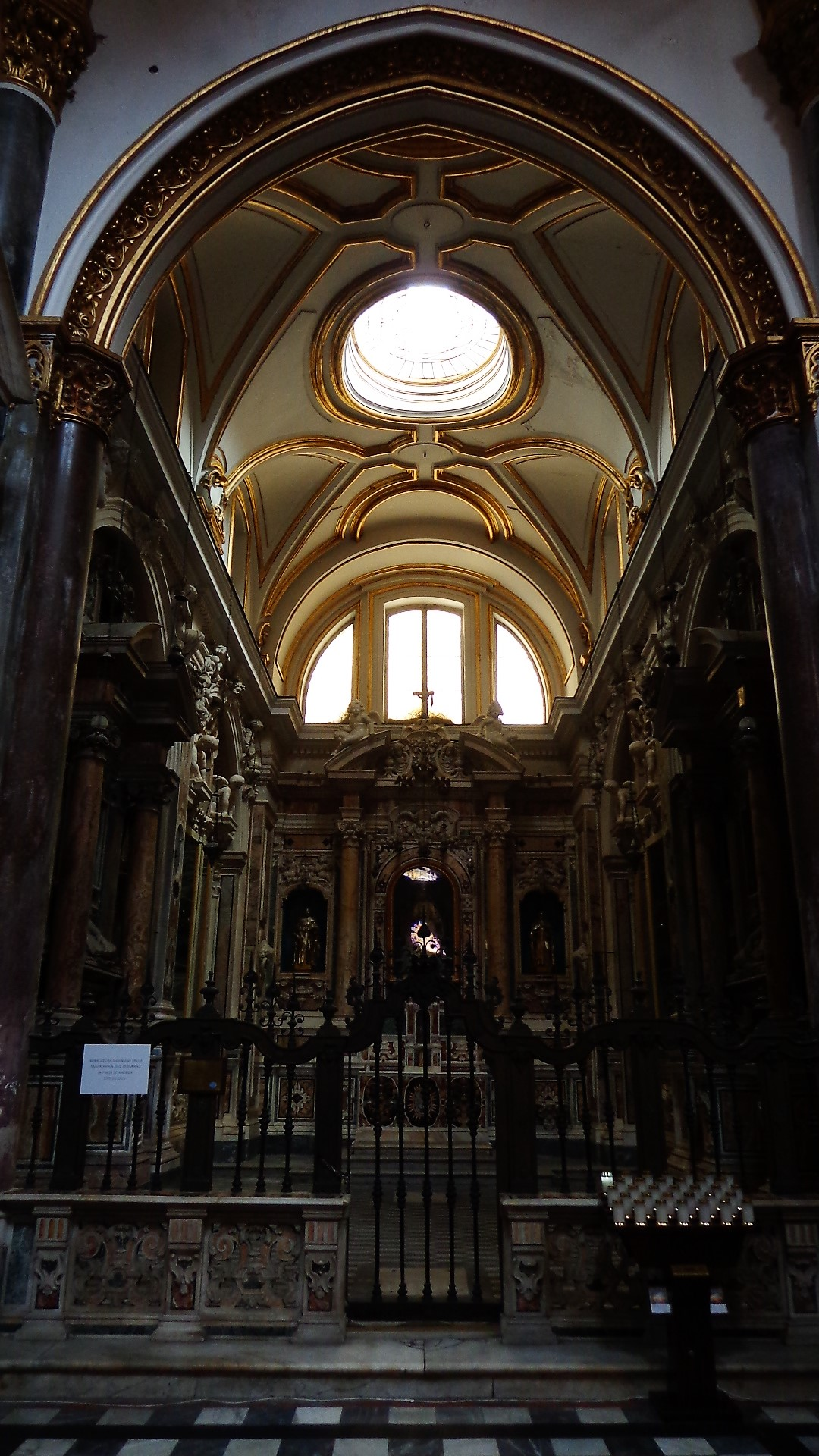
La cappella de' Franchis in San Domenico Maggiore

Tommaso apparteneva a un casato nobiliare di origini genovesi che aveva trovato le sue fortune economiche a Napoli grazie a Vincenzo de' Franchis, presidente del Sacro Regio Consiglio, e quindi ai suoi figli, alcuni al servizio della corte spagnola, altri che avevano intrapreso la carriera ecclesiastica, mentre altri due, Lorenzo e Girolamo, sembra facessero parte del Governo del Pio Monte della Misericordia (probabilmente fu grazie a questo ruolo che la famiglia entrò in contatto con la pittura del Caravaggio).
Le notule di pagamento risalgono all'11 maggio del 1607, quando risulta elargita da Tommaso de' Franchis una somma pari a 100 ducati per la realizzazione di un dipinto (non specificato), a fronte di una spesa totale concordata tra le parti ammontante a 250 ducati. Il 28 maggio successivo avviene un ulteriore pagamento al pittore pari a poco più di 40 ducati, che fa riferimento probabilmente sempre allo stesso dipinto. Non si sa dunque se questi due pagamenti siano avvenuti a titolo di saldo o di acconto dell'opera, fattore questo rilevante in quanto se fosse vera la prima ipotesi, la datazione del dipinto sarebbe riconducibile al primo soggiorno napoletano del pittore lombardo  (1606-1607), così come ritiene la maggioranza della critica moderna, mentre se fosse vera la seconda (come sosteneva Roberto Longhi) la datazione sarebbe da spostare al secondo soggiorno partenopeo (1610).
Una volta realizzata la tela questa fu collocata sull'altare maggiore della cappella. Tuttavia nel 1632 i de' Franchis acquistano la prima cappella di sinistra della chiesa, già della famiglia Spinelli di Taviano, e finanziano importanti lavori di ristrutturazione dell'ambiente che durarono almeno fino al 1652. Durante questo periodo il dipinto fu quindi verosimilmente ricollocato altrove, probabilmente nel palazzo di famiglia cittadino, in quanto le fonti antiche non fanno mai menzione della tela, che viene invece segnalata solo nel 1672 quando Giovanni Pietro Bellori la vede in loco e la registra tra i primi dipinti compiuti dal Merisi una volta giunto a Napoli. Carlo de Lellis, infatti, nella sua Napoli Sacra del 1654, ma scritta sicuramente prima dell'anno di pubblicazione, descrive la nuova cappella de' Franchis parlando esclusivamente dei marmi e delle iscrizioni presenti, mentre il dipinto trova elogio solo nell'Aggiunta alla guida compiuta successivamente (in un periodo precedente al 1684), dove lo descrive come «...la più bell’opera che già mai fatto habbia questo illustre dipintore».
Nel 1675 la Flagellazione è registrata su una parete laterale della cappella in quanto al suo posto viene collocata, per volere dei padri domenicani, una statuetta lignea della Madonna del Rosario di Pietro Cesaro. In epoche successive fu poi spostata di cappella in cappella (prima la quinta di destra, titolata a Sant'Antonio Abate, tra la fine del XVIII secolo e i primi del XIX, poi in quella di Santo Stefano nella metà del XVIII secolo e successivamente, nel Novecento, in quella del Rosario, rispettivamente la seconda e la prima della parete absidale di sinistra) nella stessa chiesa di San Domenico, senza trovare mai una definitiva collocazione. Nella metà del Settecento il De Dominici descrive l'opera nel modo seguente: «...la nuova maniera di quel terribile modo di ombreggiare, la verità di que' nudi, il risentito lumeggiare senza molti riflessi, fece rimaner sorpresi, non solo i dilettanti ma Professori medisimi in buona parte...».
Dopo il terremoto dell'Irpinia del 1980, la Flagellazione viene portata per ragioni di sicurezza nel Museo di Capodimonte, dov'è tuttora, seppur la proprietà giuridica dell'opera resta al F.E.C. (Ministero dell'Interno). Il dettaglio della figura di Cristo venne usato per un francobollo da 100 lire emesso dalle Poste Italiane il 29 aprile 1975 nell'ambito della ventesima emissione della serie Europa.

## Descrizione e stile
Il dipinto è organizzato intorno alla colonna alla quale è legato Cristo, dove si dispongono due dei torturatori, uno al lato destro ed uno dietro alla colonna, i cui gesti precisi e lenti ci proiettano nello sfondo del quadro e verso il primo piano, dove si trova il terzo degli aguzzini, chino atto a preparare il flagello. Il corpo luminoso e robusto di Cristo, dal cui capo rivestito dalla corona di spine sgorgano tre gocce di sangue, sembra accennare a un movimento danzante che riecheggia la pittura manierista e che contrasta con i movimenti strozzati e secchi nella concentrazione dei suoi aguzzini.

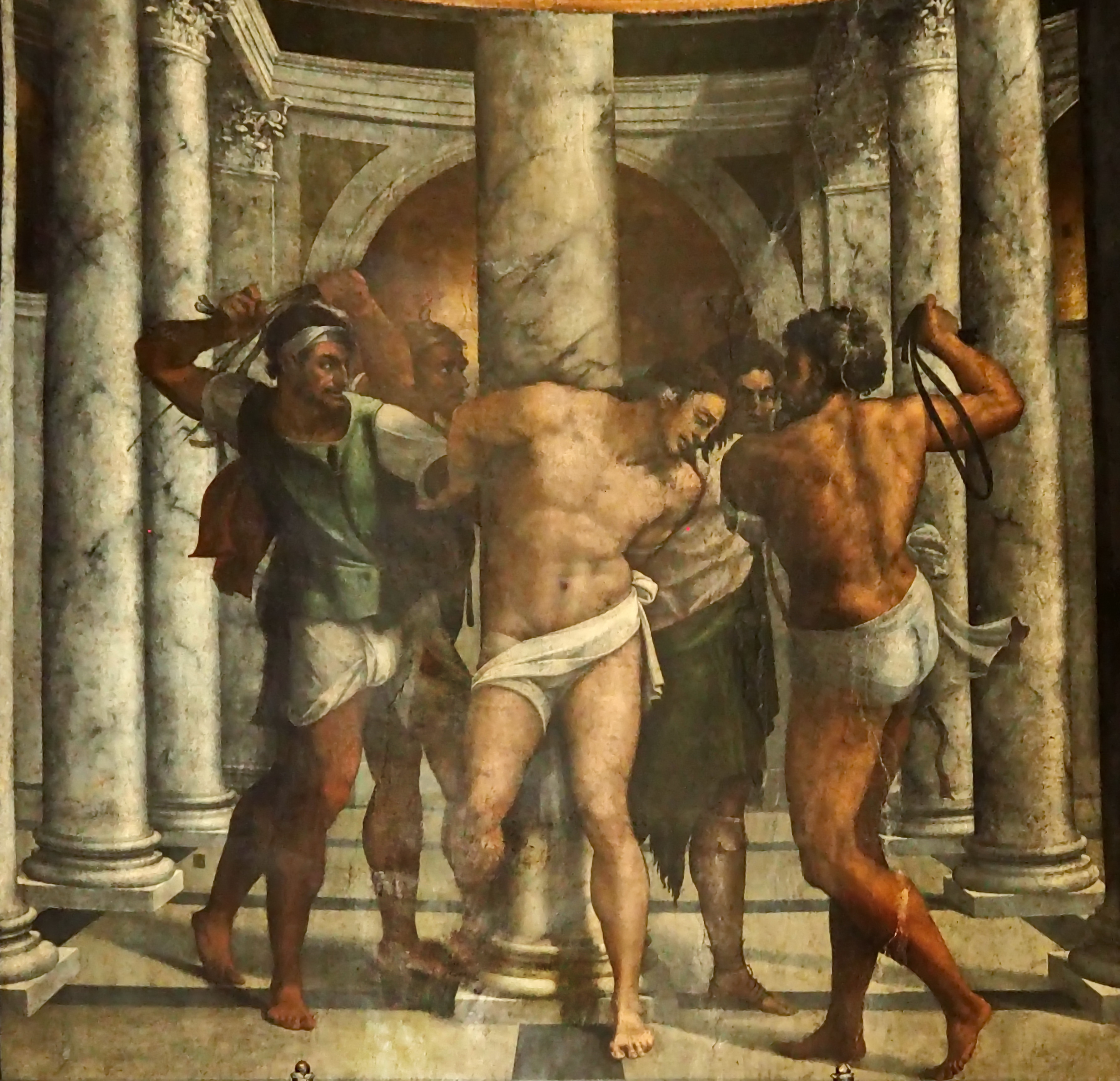
Sebastiano del Piombo, Flagellazione, San Pietro in Montorio, Roma

Come per molte altre opere di commissione pubblica Caravaggio sceglie di adottare una soluzione più convenzionale e meno stridente coi canoni della pittura religiosa, rifacendosi al dipinto dello stesso soggetto eseguito anni prima da Sebastiano del Piombo nella chiesa di San Pietro in Montorio a Roma.
La tela ricalca nella costruzione dell'impianto scenografico anche la Crocefissione di San Pietro che lo stesso Merisi eseguì a Roma per Santa Maria del Popolo, ossia con due personaggi ai lati del protagonista che partecipano attivamente all'azione e un terzo in primo piano chinato dinanzi a lui, tutti comunque vestiti con abiti contemporanei al Merisi e non con quelli classici dei soldati romani. La differenza della tela di Napoli con quella romana si riscontra nello spirito con cui gli aguzzini sonno raffigurati, dove se nella composizione capitolina questi sono raffigurati come uomini semplici "costretti" ad un lavoro faticoso, nella Flagellazione i carnefici appaiono consapevoli della brutalità e crudeltà dell'atto che stanno commettendo.
L'opera costituisce una rappresentazione non convenzionale della realtà umana e naturale, un modo nuovo di fare pittura, bloccando sulla tela, tra contrasti netti e laceranti di luci e ombre, frammenti, o meglio, brandelli di corpi in movimento colti nel momento di più alta e sconvolgente tensione non solo fisica, quanto soprattutto psichica, emotiva e sentimentale. I corpi vengono fuori dall'ombra e i tratti fisici vengono definiti dalla luce quasi accecante sottolineando con grande drammaticità l'evento che il dipinto racconta.
La lavorazione fu abbastanza travagliata: studi del 1982 hanno consentito di scovare tramite indagini ai raggi x diversi segni di pentimenti e ridipinture, alcuni nella parte inferiore, dove l'aguzzino chinato è stato lievemente ruotato (in origine l'attuale gamba sinistra rappresentava invece quella destra dell'uomo) e soprattutto all'altezza del perizoma del torturatore di destra, ove le radiografie hanno rivelato una testa d'uomo poi successivamente cancellata (probabilmente identificabile con il committente o, meno plausibile, con un frate domenicano).

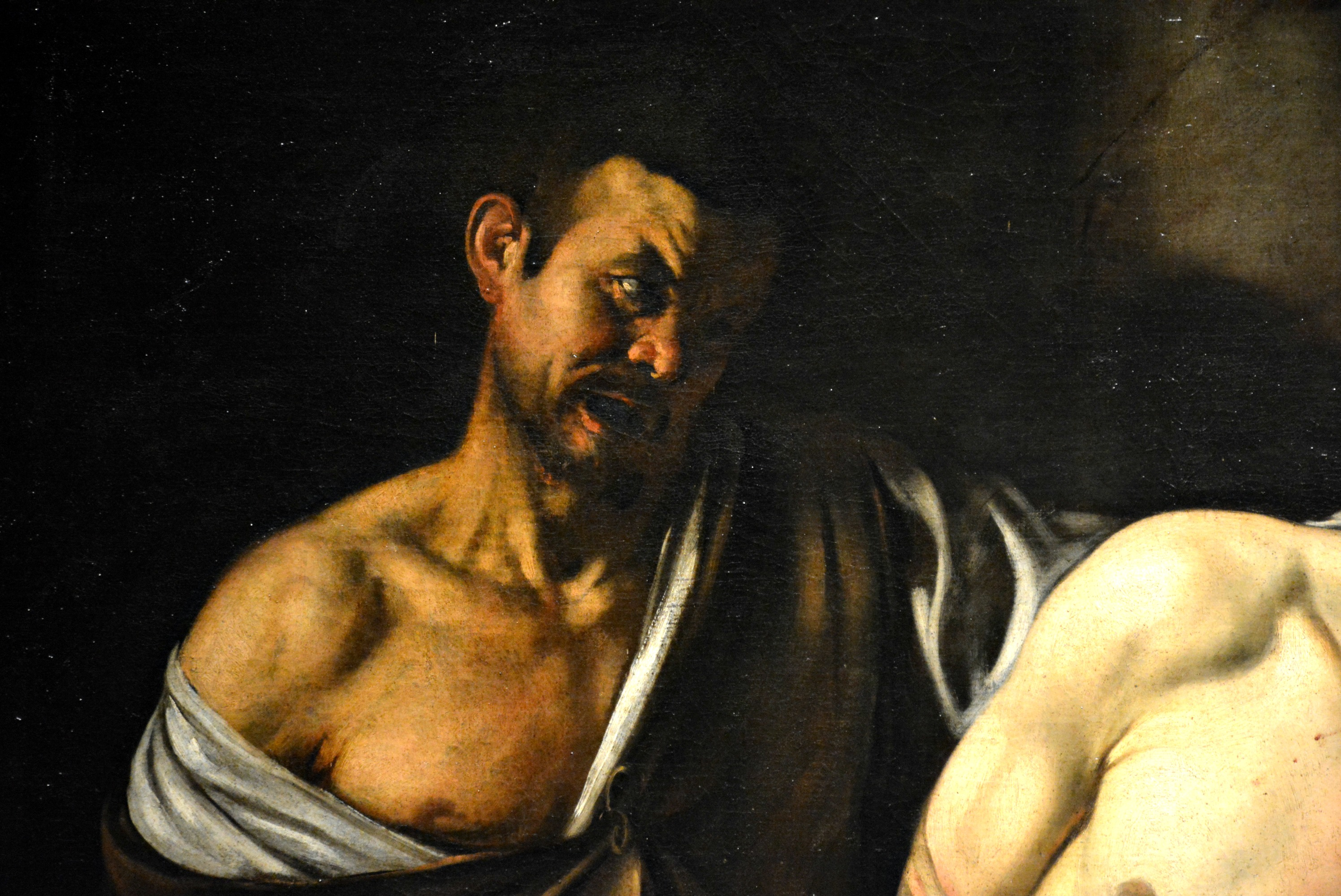
Particolare dell'aguzzino della tela di Napoli, figura riutilizzata anche nella Flagellazione di Rouen e nella Salomé di Londra

Ulteriori studi hanno poi evidenziato che la tela è frutto della cucitura di tre distinti pezzi di stoffa, due di identiche dimensioni a taglio orizzontale che sono unite tra loro pressoché all'altezza dell'ombelico di Cristo, e un'altra larga 17 cm e lunga tutto il bordo della tela, aggiunta sul margine destro, che è stata utile a completare il piede dell'aguzzino a destra con la realizzazione del suo tallone (che in origine era tagliato).
Così come era consueto nello stile del Caravaggio, in questa tela compaiono i ritratti di alcuni uomini conosciuti dal vero, in questo caso probabilmente incontrato nel soggiorno napoletano, e che vengono riutilizzati anche in altre opere, come il carnefice a sinistra in secondo piano, che è il medesimo personaggio delle versione della Flagellazione oggi a Rouen e della Salomè con la testa del Battista oggi a Londra.
L'opera fu sin dal principio particolarmente apprezzata dall'ambiente artistico napoletano, tant'è che ne fu richiesta una copia ad Andrea Vaccaro tutt'oggi conservata nella cappella del Rosario della chiesa di San Domenico, dov'era la tela del Caravaggio prima del suo definitivo spostamento a Capodimonte.
Roberto Longhi considerava la Flagellazione come una delle opere più strazianti di Caravaggio: «Una brutalità e una pietà infinita si dilaniano in essa, [...] in un contrasto terribile, come in Rembrandt, una trentina d'anni più tardi.».